# Katarína Kolníková
Katarína Kolníková (20. dubna 1921 Radošina – 29. května 2006 Radošina) byla slovenská herečka. Od roku 1971 působila v Radošinském naivním divadle. Účinkovala téměř ve všech inscenacích Stanislava Štepky.

## Stručný životopis
Vyrostla v Radošině v chudé rodině železničáře, pocházela z osmi sourozenců. Do školy chodila v rodné obci. Přechodně pracovala jako sezónní dělnice na biskupském majetku v Radošině, potom několik let v Pieštanech. V roce 1941 se provdala za Michala Kolníka z Nitrianské Blatnice, se kterým měla čtyři děti. Po roce 1945, když ji manžel opustil, zůstala s dětmi sama. Až do důchodu pracovala jako školnice a chůva v mateřské škole v Radošině. Celý život se věnovala divadlu.

## Přehled divadelních rolí
Jako radošinská ochotnice hrála ve hrách:
- 1932 - Jezuliatko
- 1950 - Statky zmätky
- 1951 - Nový život
- 1959 - Svadobny zavoj
- 1960 - Moralka pani Dulskej
- 1962 - Stary zalubenec,Spoločný byt

Od roku 1971 byla členkou Radošinského naivného divadla. Hrála ve hrách:
- 1971 - Človečina
- 1975 - Alžbeta Hrozná
- 1976 - Jááánošííík
- 1978 - Rozprávka
- 1979 - Slovenské tango
- 1980 - Kupelná sezóna
- 1986 - Čierna ovca
- 1984 - Nevesta predaná Kubovi, Pavilón B
- 1985 - O čo ide
- 1987 - Ženské oddelenie
- 1988 - Lod Svet
- 1990 - Pokoj domu tomuto
- 1991 - Kam na to chodite
- 1992 - Laskanie
- 1993 - Hostinec Gand
- 1994 - Štedrý divadelný večer
- 1995 - Materské znamienko